# Verkeån Agusa-Hallamölla
Verkeån Agusa-Hallamölla är ett naturreservat och natura 2000-område i Kristianstads, Sjöbo och Tomelilla kommuner i Skåne län.
Området är naturskyddat sedan 2009 och är 1 132 hektar stort. I Verkeåns västra reservat, Agusa-Hallamölla, skapar Linderödsåsen, Jären och Andrarumsåsen ett backigt landskap med djupa raviner, barrskog och lövskog.
Intill Hallamölla kvarn finner man Skånes största vattenfall med en sammanlagd fallhöjd på 23 meter.